# Rex Reason
Pour les articles homonymes, voir Reason.
Rex George Reason Jr. — né le 30 novembre 1928 à Berlin (Allemagne), mort le 19 novembre 2015 à Walnut (Californie) — est un acteur américain, connu comme Rex Reason.

## Biographie

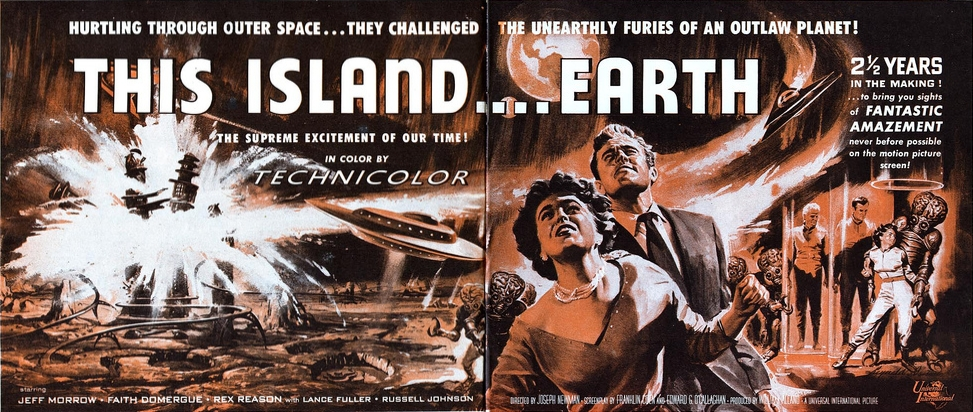
Poster promotionnel pour Les Survivants de l'infini (1955)

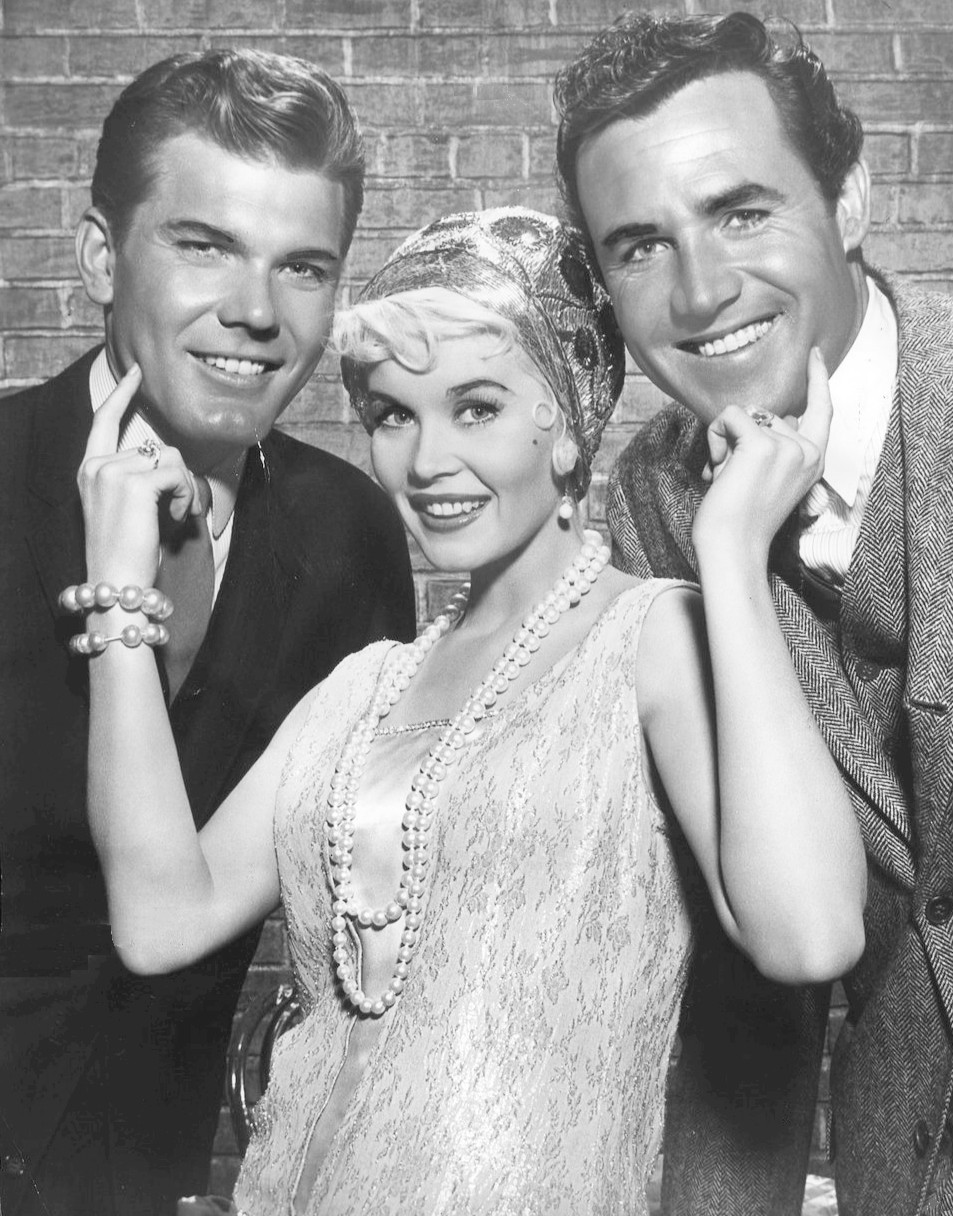
De g. à d. : Donald May, Dorothy Provine et Rex Reason (photo promotionnelle pour la série The Roaring 20's (1960-1961)

Frère de l'acteur Rhodes Reason (1930-2014), il débute au cinéma à ses côtés dans Scaramouche de George Sidney (avec Stewart Granger et Janet Leigh), sorti en 1952.
Suivent vingt-trois autres films américains jusqu'en 1959, dont Taza, fils de Cochise de Douglas Sirk (1954, avec Rock Hudson et Barbara Rush, où il personnifie Naiche), Les Survivants de l'infini de Joseph M. Newman et Jack Arnold (1955, avec Faith Domergue) et L'Esclave libre de Raoul Walsh (1957, avec Yvonne De Carlo et Clark Gable).
À la télévision, Rex Reason apparaît dans dix-neuf séries américaines entre 1953 et 1963, dont Man Without a Gun (en) (cinquante-deux épisodes, 1957-1959), The Roaring 20's (en) (vingt-huit épisodes, 1960-1961), Perry Mason (un épisode, 1962) et La Grande Caravane (dernière prestation à l'écran, un épisode, 1963).

## Filmographie partielle

### Cinéma
- 1952 : Scaramouche de George Sidney : Edmond
- 1952 : Tempête sur le Tibet (Storm Over Tibet) d'Andrew Marton : David Simms
- 1953 : Salomé (Salome) de William Dieterle : Marcellus Fabius
- 1953 : China Venture de Don Siegel
- 1954 : Taza, fils de Cochise (Taza, Son of Cochise) de Douglas Sirk : Naiche
- 1955 : Les Survivants de l'infini (This Island Earth) de Joseph M. Newman et Jack Arnold : Dr Cal Meacham
- 1955 : Le Fleuve de la dernière chance (Smoke Signal) de Jerry Hopper : Lieutenant Wayne Ford
- 1955 : El Tigre (Kiss of Fire) de Joseph M. Newman : Duc de Montera
- 1955 : Madame de Coventry (Lady Godiva of Coventry) d'Arthur Lubin : Harold
- 1956 : La créature est parmi nous (The Creature Walks Among Us) de John Sherwood : Dr Thomas Morgan
- 1956 : La Proie des hommes (Raw Edge) de John Sherwood : John Randolph, le joueur
- 1957 : L'Esclave libre (Band of Angels) de Raoul Walsh : Capitaine Seth Parton
- 1958 : Thundering Jets d'Helmut Dantine : Capitaine Steve Morley
- 1959 : The Miracle of the Hills de Paul Landres : Scott Macauley

### Télévision
(séries)
- 1957-1959 : Man Without a Gun, saisons 1 et 2, 52 épisodes (intégrale) : Adam MacLean
- 1960 : 77 Sunset Strip, saison 2, épisode 23 Blackout : Monty Salow
- 1960 : Sugarfoot, saison 3, épisode 20 The Captive Locomotive de Leslie Goodwins : Simon March
- 1960-1961 : The Roaring 20's, saisons 1 et 2, 28 épisodes : Scott Norris
- 1962 : Perry Mason, première série, saison 5, épisode 28 The Case of the Ancient Romeo d'Arthur Marks : Steve Brock
- 1963 : La Grande Caravane (Wagon Train), saison 7, épisode 6 The Myra Marshall Story de Joseph Pevney : Colin Brenner